# La Riche
La Riche is een gemeente in het Franse departement Indre-et-Loire (regio Centre-Val de Loire). De plaats maakt deel uit van het arrondissement Tours. La Riche telde op 1 januari 2022 10.349 inwoners.
Het is een voorstad van Tours. De gemeente is vooral bekend vanwege het Kasteel van Plessis-lès-Tours.

## Geschiedenis
Tijdens het ancien régime was La Riche een deel van de parochie Notre-Dame-La-Riche in Tours, gelegen buiten de stadsmuren. De gronden in La Riche waren voor een groot deel in handen van kloosters in Tours. Het Kasteel van Plessis-lès-Tours was een residentie van verschillende Franse koningen. Voor koning Lodewijk XI was het zelfs zijn voornaamste residentie. Hij nodigde Vincentius a Paulo uit om naar La Riche te komen en er een franciscanenklooster te stichten. Lodewijk XI overleed in 1483 in La Riche. Een ander klooster in La Riche was de priorij Saint-Cosme. Hier was dichter Pierre de Ronsard prior van 1565 tot zijn dood in 1585.
In de 19e eeuw was La Riche hoofdzakelijk nog een landbouwdorp. Er werd graan en hennep verbouwd en later veelal groenten voor de markt van Tours. Er kwam een rangeerstation en La Riche verstedelijkte. De gemeente was een doelwit van geallieerde bombardementen tussen juni en augustus 1944.

## Geografie
De oppervlakte van La Riche bedroeg op 1 januari 2022 8,17 vierkante kilometer; de bevolkingsdichtheid was toen 1.266,7 inwoners per km². De gemeente ligt tussen de Loire in het noorden en de Cher in het zuiden.
De onderstaande kaart toont de ligging van La Riche met de belangrijkste infrastructuur en aangrenzende gemeenten.

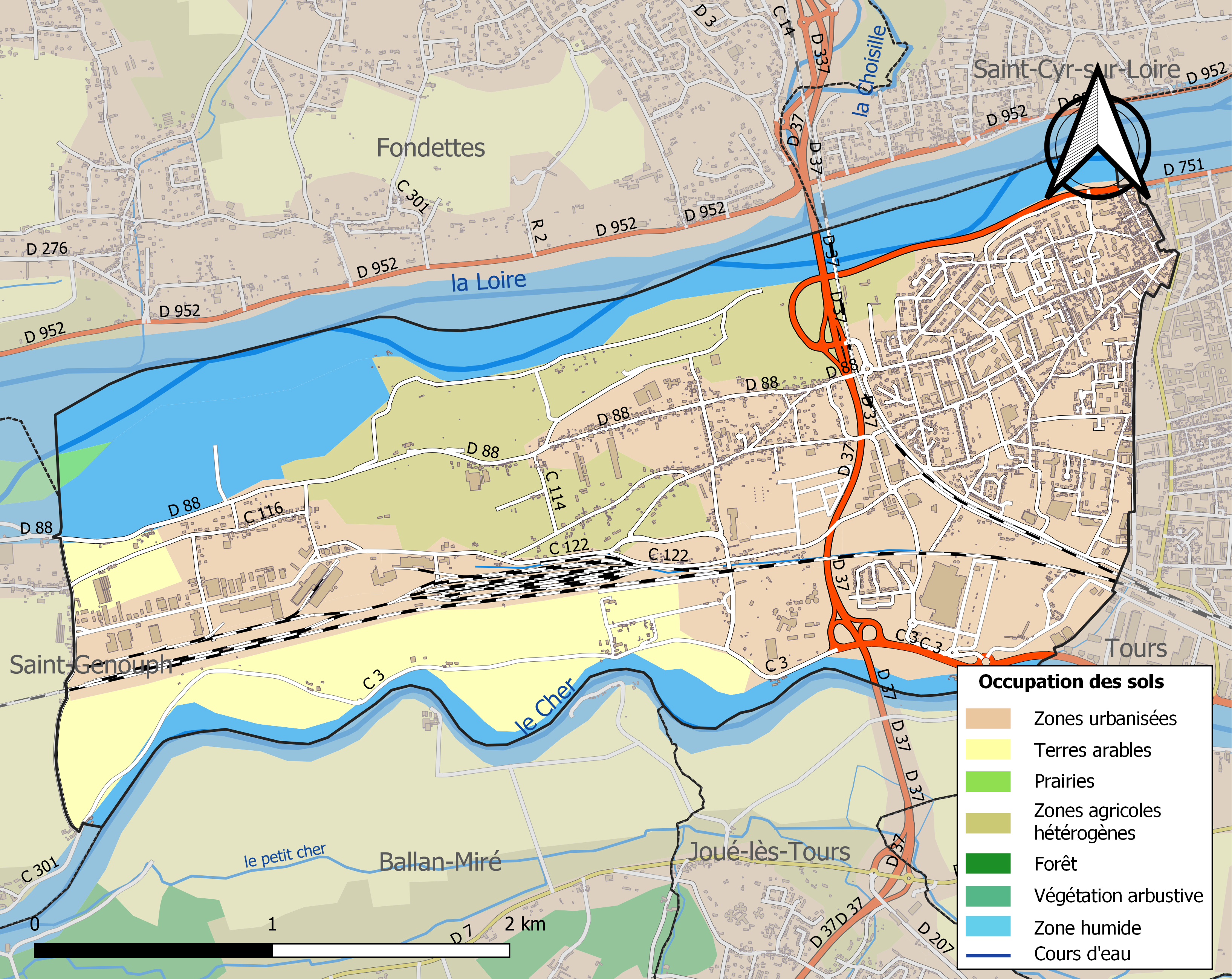

## Demografie
Onderstaande figuur toont het verloop van het inwonertal (bron: INSEE-tellingen).

## Bezienswaardigheden

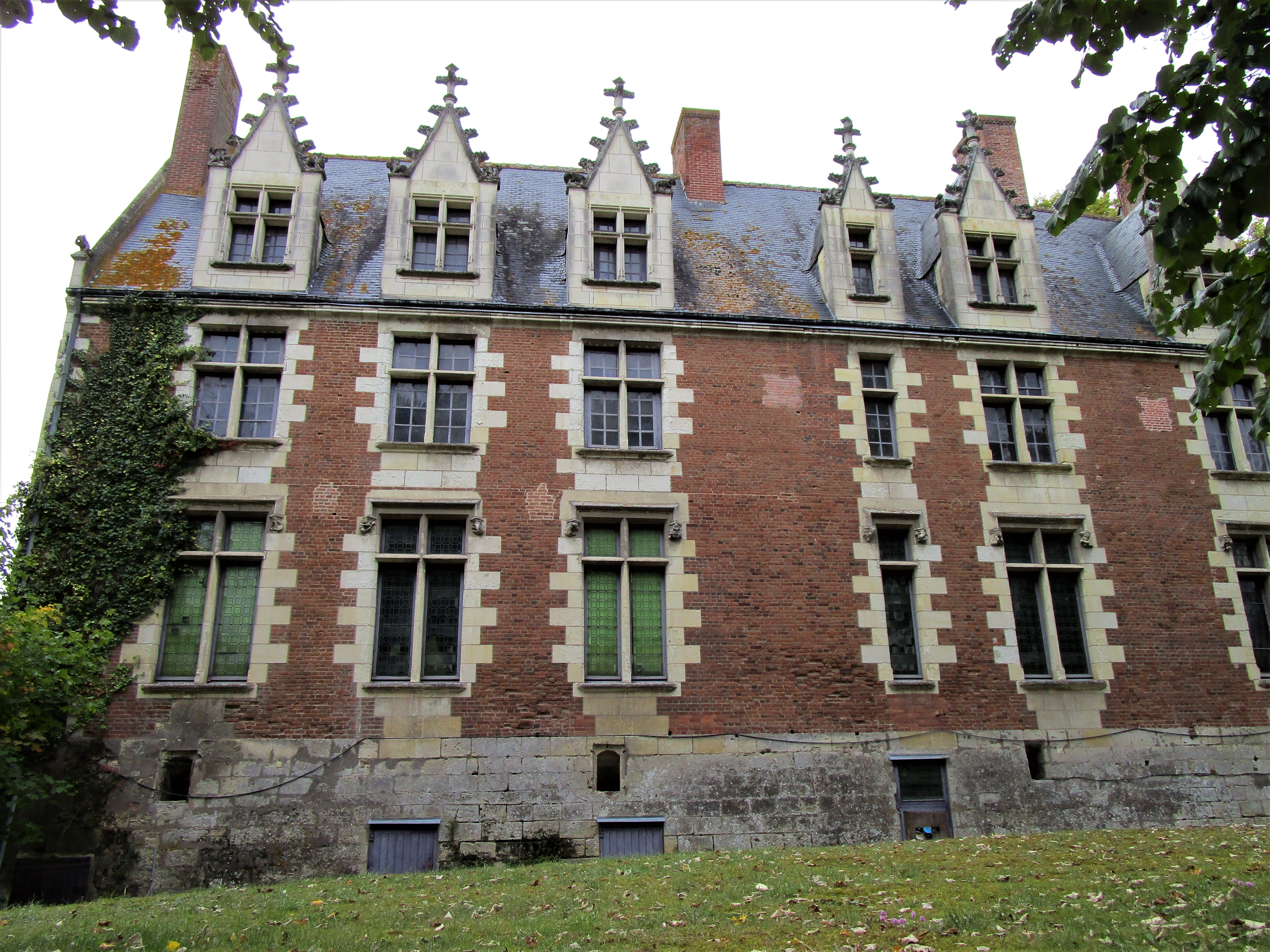
Kasteel van Plessis-lès-Tours
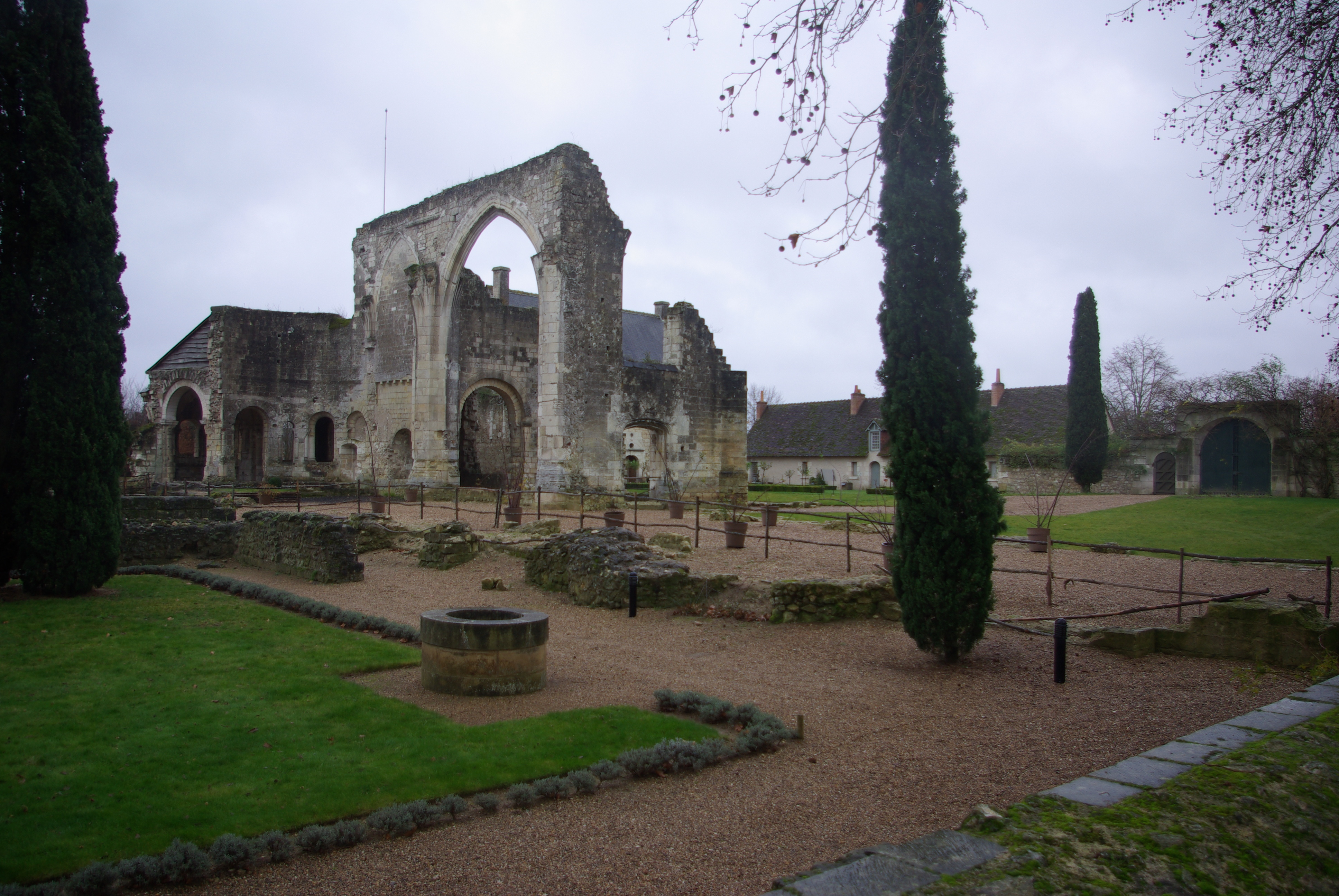
Priorij Saint-Cosme, klooster uit de 12e eeuw. Van de kloosterkerk rest er enkel een ruïne. Het graf van Pierre de Ronsard bevindt zich in een Franse tuin bij het klooster.
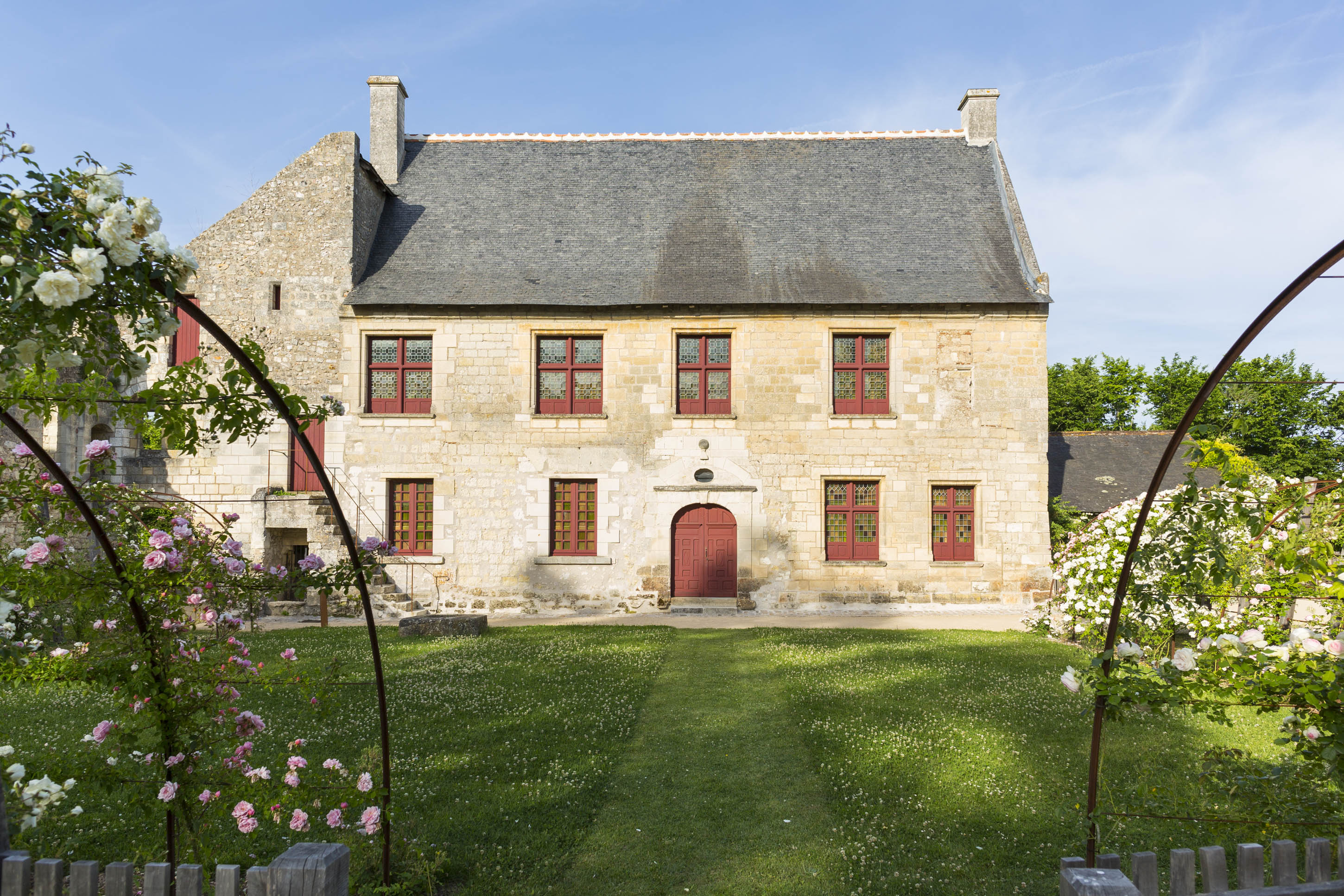
Priorij Saint-Cosme
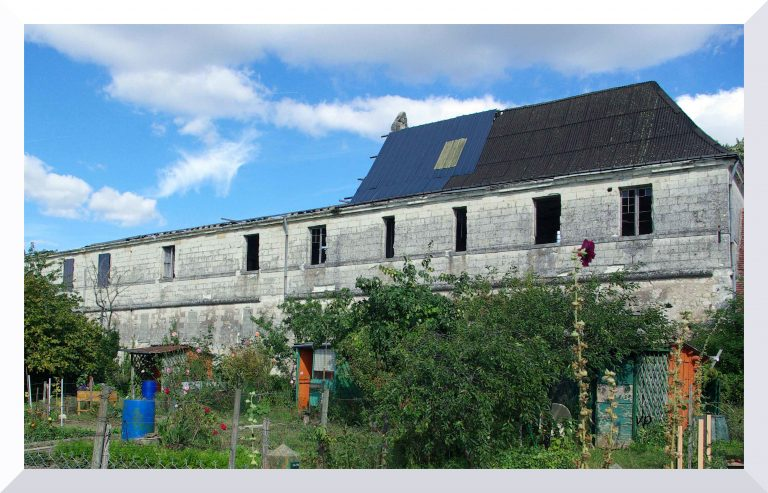
Couvent des Minimes, franciscanenklooster gesticht in 1489. Van het verdwenen klooster bleef enkel een bijgebouw uit de 18e eeuw bewaard. Verder is er een 19e-eeuwse kapel gewijd aan de heilige Vincentius a Paulo.
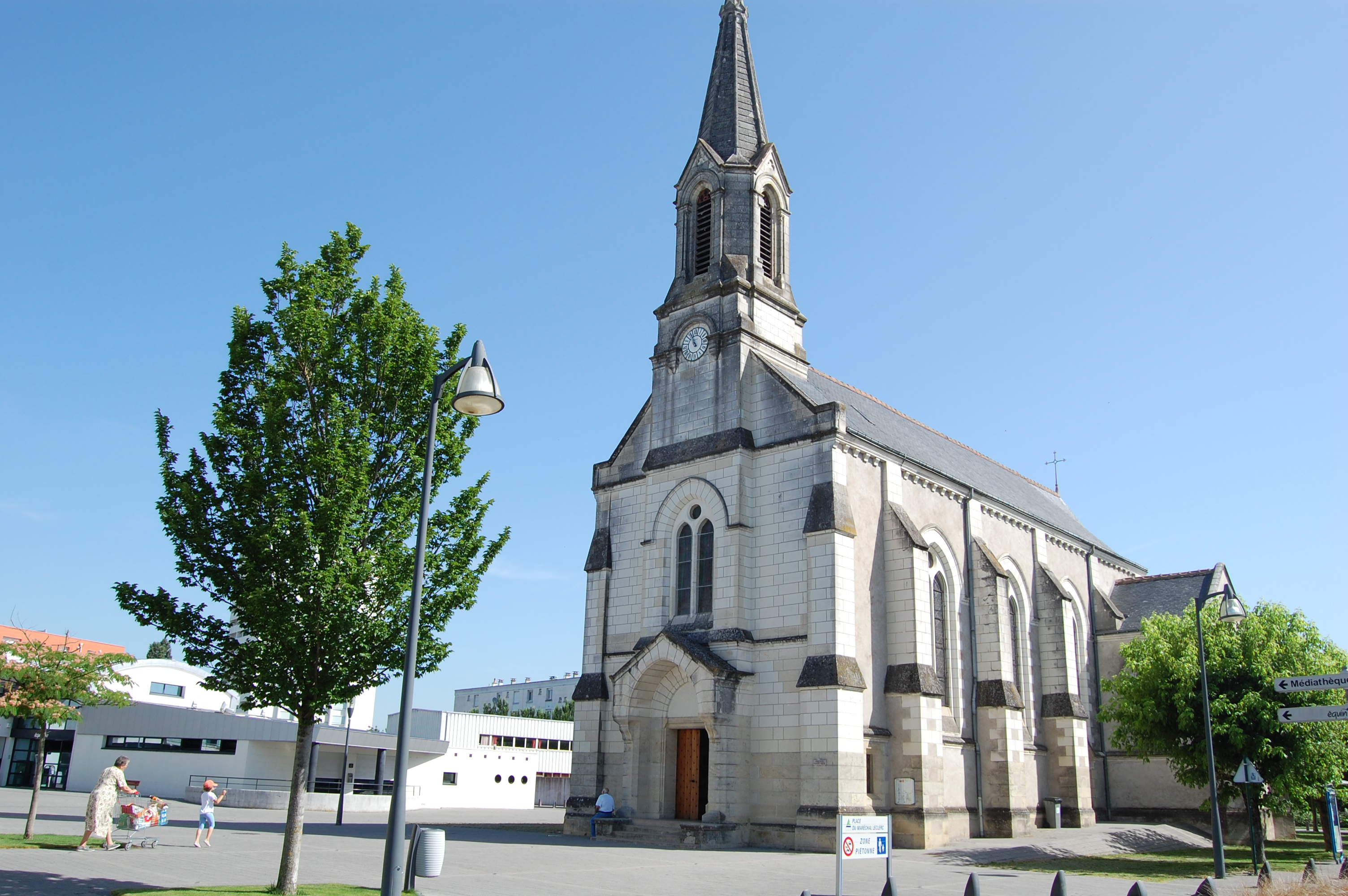
Kerk Saint-Anne (19e eeuw)

- La Rabaterie (16e eeuw)
- La Gentilhommière agricole (1640)[3]

- Kasteel van Plessis-lès-Tours
- Priorij Saint-Cosme
- Priorij Saint-Cosme
- Couvent des Minimes
- Kerk Saint-Anne (19e eeuw)